# Olivetti P6040

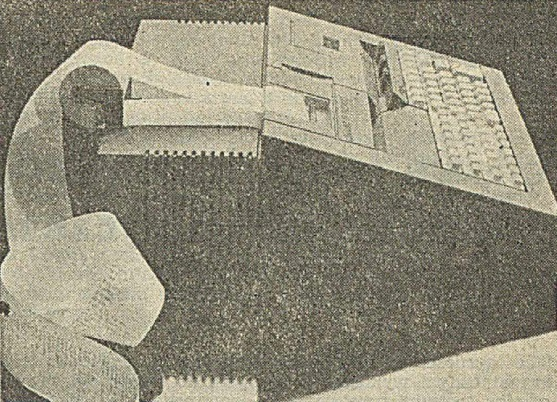

L'Olivetti P6040 è un personal computer basato sul microprocessore 8080 e dotato di floppy disk da 2,5 pollici, programmabile in Mini BASIC, prodotto a partire dal 1977. 

## Storia e descrizione
Progettato dall'ingegnere Pier Giorgio Perotto (lo stesso che aveva ideato la Programma 101, primo calcolatore programmabile da tavolo della storia), fu presentato alla Fiera di Hannover nell'aprile del 1975 insieme al P6060, un personal computer più potente ma anche più voluminoso, avendo l'hardware in tecnologia TTL. Entrambi avevano carrozzeria di colore marrone. 
Il P6040, grazie all'adozione del microprocessore, poteva vantare le dimensioni di una valigetta 24 ore e un peso non elevato. Entrambi erano prodotti negli stabilimenti Olivetti di Scarmagno.

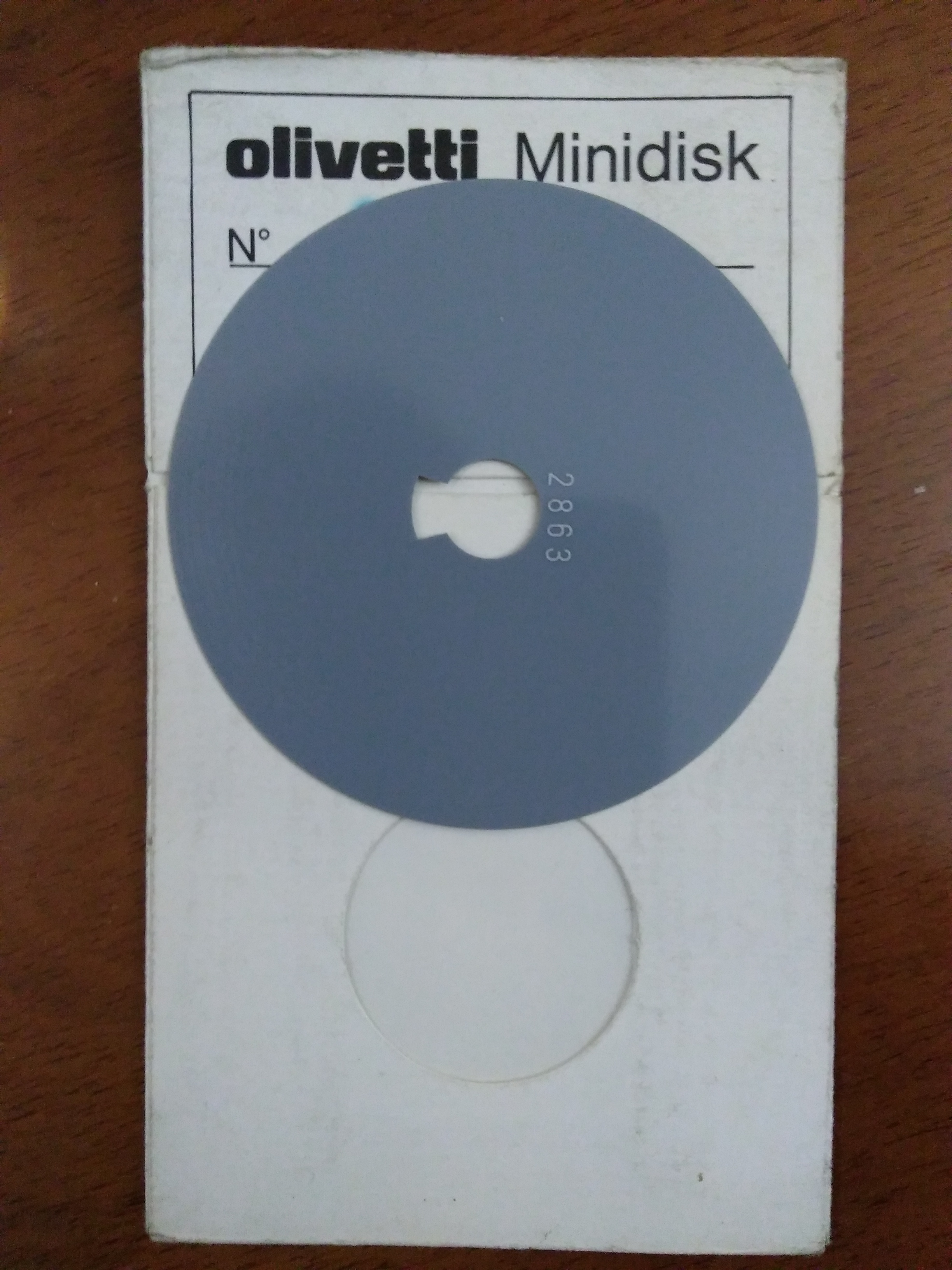
Minidisk del P6040

La grande novità del modello, oltre all'uso citato del microprocessore, era nell'introduzione del display LED e di un floppy disk di piccole dimensioni. Il design, curato come solitamente fatto da Olivetti, era di Mario Bellini, come già per la P101.
Nel 1980 venne presentata la versione P6040 SBS (Small Billing System), specializzata nella contabilità.